# John T. Kean
John Taylor Kean (* 11. März 1857 in Whitewater, Wisconsin; †  nach 1904) war ein US-amerikanischer Politiker. Zwischen 1899 und 1901 war er Vizegouverneur des Bundesstaates South Dakota.

## Werdegang
John Kean besuchte die öffentlichen Schulen in Monroe. Anschließend übernahm er Aushilfsarbeiten in verschiedenen Bereichen, beispielsweise in einer Sägemühle, um seine weitere Ausbildung zu finanzieren. Nach einem Jurastudium an der University of Wisconsin in Madison und seiner 1877 erfolgten Zulassung als Rechtsanwalt begann er in diesem Beruf zu arbeiten. Im Jahr 1883 vervollständigte er seine Jurakenntnisse an der National Law School in Washington, D.C. Dazwischen war er in Lake Mills (Iowa) als Anwalt tätig. Während seiner Studienzeit in Washington war er dort auch beim Kriegsministerium beschäftigt. Seit 1884 lebte er in Woonsocket im Dakota-Territorium, wo er als Anwalt praktizierte. Außerdem wurde er in der Immobilienbranche tätig. Zwischen 1890 und 1892 war Kean Bezirksrichter im Sanborn County.
Politisch war er Mitglied der Republikanischen Partei. 1898 wurde er an der Seite von Andrew E. Lee zum Vizegouverneur von South Dakota gewählt. Dieses Amt bekleidete er zwischen 1899 und 1901. Dabei war er Stellvertreter des Gouverneurs und Vorsitzender des Staatssenats. Im Jahr 1902 wurde Kean zum Bürgermeister von Woonsocket gewählt. Er war Mitglied der Freimaurer und der Society of the Sons of the American Revolution. Seit 1884 war er mit der 1903 verstorbenen Bessie F. Perry verheiratet. Er starb zu einem nicht überlieferten Zeitpunkt. Im Jahr 1904, als eine Biographie über ihn verfasst wurde, war er noch am Leben.